# Miejski Ośrodek Kultury w Głogowie
Miejski Ośrodek Kultury w Głogowie – instytucja kultury, założona w 1977 r. Od wielu lat największa placówka w Głogowie, działająca w obszarze zadań związanych z tworzeniem, upowszechnianiem, wspieraniem i promowaniem kultury we wszelkich jej odmianach. Podstawowym celem MOK jest pozyskiwanie i przygotowanie społeczności do aktywnego uczestnictwa w kulturze oraz jej współtworzenia. Cel ten realizowany jest poprzez organizowanie wielokierunkowej edukacji kulturalnej, tworzenie warunków dla rozwoju amatorskiego ruchu artystycznego, rozpoznawanie, rozbudzanie i zaspokajanie potrzeb kulturalnych mieszkańców miasta i powiatu głogowskiego oraz wspieranie lokalnych inicjatyw kulturalnych.

## Sekcje
W 2013 roku istnieje około 40 grup warsztatowych i tematycznych, w których pod okiem instruktorów swoje talenty rozwija ponad 750 osób w różnym wieku. Działania warsztatowe obejmują takie dziedziny jak muzyka, teatr, film, sztuki plastyczne, ceramika artystyczna, taniec, fotografia. W naszej ofercie znajdują się również takie grupy zainteresowań, jak koło szachowe, szaradziarskie, aerobik, wolontariat.

## Przeglądy, konkursy, festiwale
Co roku, Miejski Ośrodek Kultury jest nie tylko miejscem, ale i organizatorem zmagań konkursowych na wszystkich poziomach. Część z tych działań cieszy się wieloletnią tradycją.
- Konkurs Piosenki Obcojęzycznej,
- Ogólnopolski Turniej Tańca Towarzyskiego,
- Przegląd Spektakli o Tematyce Profilaktycznej,
- Turnieje Szachowe,
- Ogólnopolski Konkurs Recytatorski,
- i wiele innych.

Ośrodek jest również pomysłodawcą i realizatorem kilku festiwali.
- Głogowskie Spotkania Jazzowe,
- Międzynarodowy Festiwal im. A. Gryphiusa,
- Festiwal w Okolicach 5 Muz,
- Wekeend Qlturalny,
- Festiwal 7 Kultur,
- Głogowski Festiwal Róż,
- Międzynarodowy Festiwal Wratislavia Cantans (współorganizator),
- Mayday Rock Festiwal